# Мамырсу
Мамырсу (каз. Мамырсу, до 2007 г. — Сергиополь) — село в Аягозском районе Абайской области Казахстана. Административный центр Мамырсуского сельского округа. Код КАТО — 633481100.

## Население
В 1999 году население села составляло 3107 человек (1669 мужчин и 1438 женщин). По данным переписи 2009 года, в селе проживало 2507 человек (1248 мужчин и 1259 женщин).

## Культура и спорт
В селе расположены:
- Дом культуры[4];
- Спортивный комплекс для занятий футболом, волейболом, боксом, греко-римской борьбой[5];
- Здание недействующего Православного Иоанно-Богословского храма. Построен в 1850-х годах, закрыт в 1929 г. В настоящее время здание находится в ведении вооружённых сил Казахстана[6].